# Cyclopina tuberculata
Cyclopina tuberculata – gatunek widłonoga z rodziny Cyclopinidae. Nazwa naukowa tego gatunku skorupiaków została opublikowana w 1962 roku przez biologa Hansa-Volkmara Herbsta. Gatunek został ujęty w Catalogue of Life.